# Israëlisch Instituut voor Biologisch Onderzoek

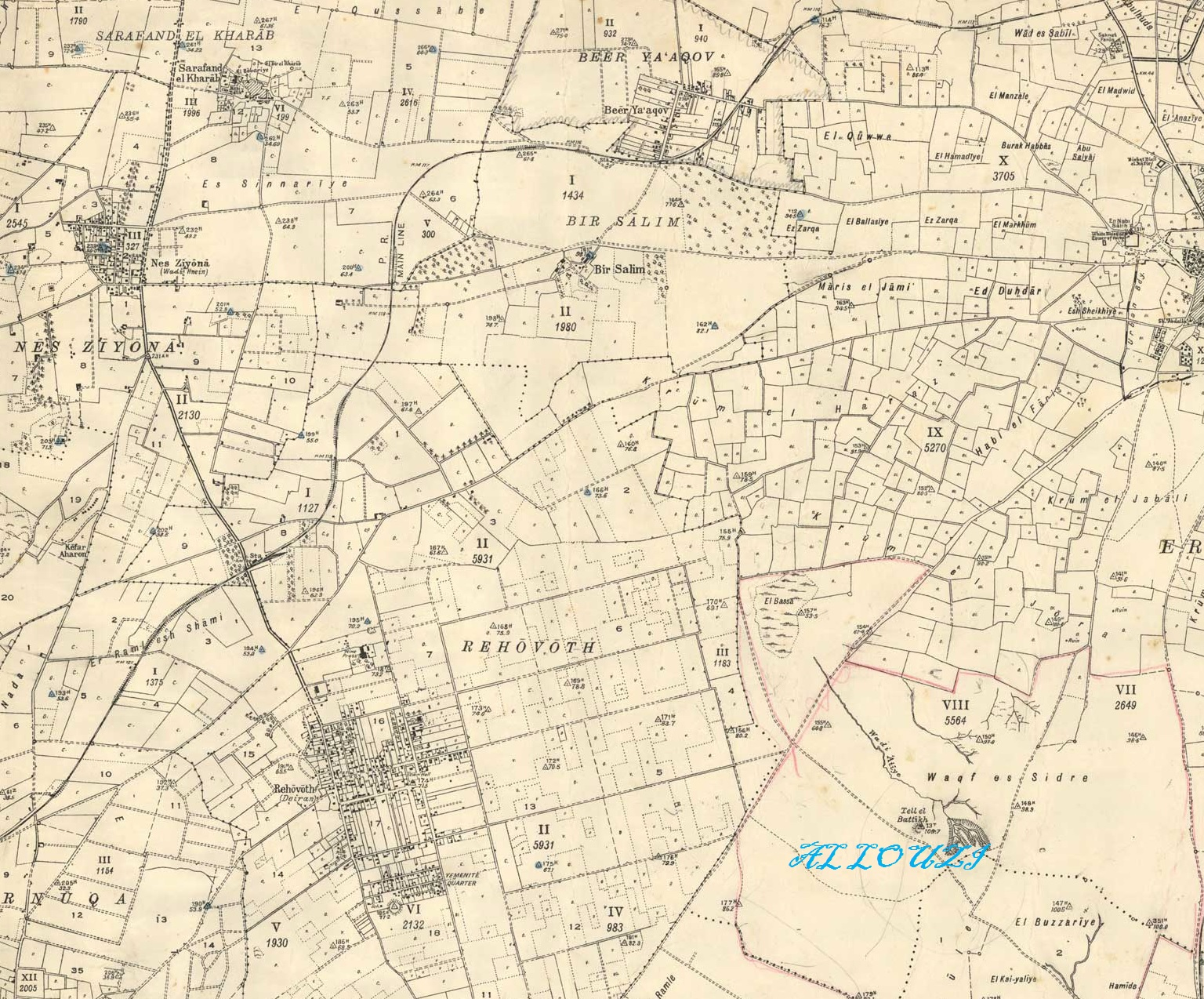
Links-boven Ness Ziona in 1930; daaronder Rehovot

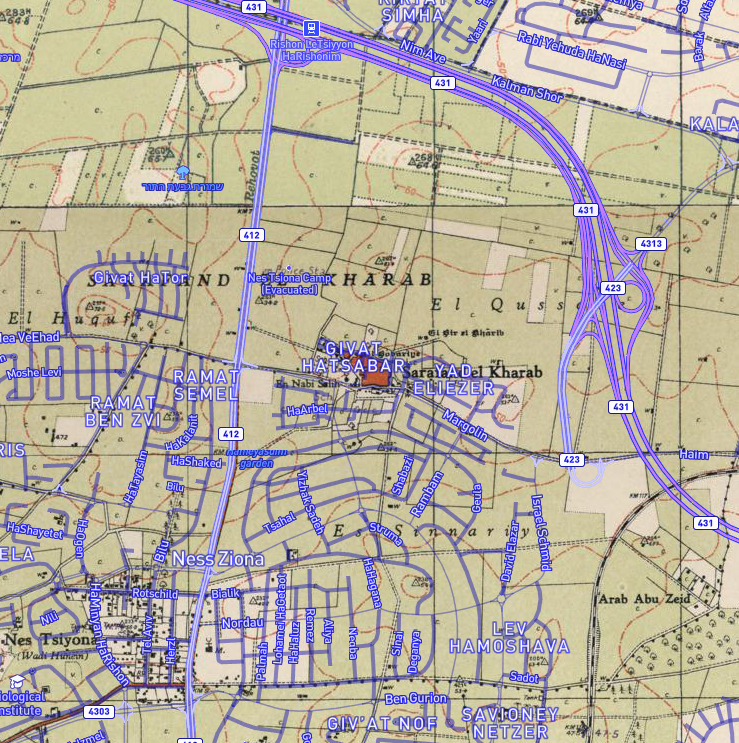
Kaart van 1940 met links-onder de locatie van het IIBR

Het Israëlisch Instituut voor Biologisch Onderzoek (Hebreeuws: המכון למחקר ביולוגי בישראל, Ha-Machon Habiologi, Engels: Israel Institute for Biological Research (IIBR)) is een wetenschappelijk en militair onderzoeksinstituut van de Israëlische overheid, dat is gespecialiseerd in toegepast onderzoek op het gebied van biologie, chemie en milieu, met name op het gebied van geneeskunde. Het is gevestigd in Ness Ziona, 20 kilometer zuidelijk van Tel Aviv. Het valt onder de directe verantwoordelijkheid van de premier van Israël, maar werkt nauw samen met het Ministerie van Defensie.
Het instituut heeft twee hoedanigheden. Naar buiten toe presenteert het zich als een algemeen wetenschappelijk onderzoeksinstituut en publiceert daarover open artikelen in wetenschappelijke tijdschriften. Anderzijds is het direct gelieerd aan het Ministerie van Defensie (MOD) en houdt zich bezig met onderzoek op het gebied van biologische en chemische stoffen in relatie tot oorlogsvoering. Het onderzoek is 'dual-use', dat wil zeggen zowel civiel als militair toepasbaar. De militaire activiteiten zijn geheim.
Het Israëlisch Instituut voor Biologisch Onderzoek heeft zich vanaf de oprichting bezig gehouden met onderzoek naar en ontwikkeling van biologische en chemische wapens. Het IIBR zegt daar zelf over:

"De capaciteiten, wetenschappelijke prestaties en internationale reputatie van IIBR zijn het resultaat van decennia van research and development (R&D) gericht op verdediging tegen chemische and biologische bedreigingen."
Algemeen wordt aangenomen dat het IIBR een faciliteit is voor de productie van chemische en biologische wapens en tegengif tegen zulke wapens. Israël heeft geen van de verdragen tegen verspreiding van ABC-wapens getekend of geratificeerd en heeft als strategie om geen officiële uitspraken te doen over het bezit van atomaire, biologische of chemische wapens.

## Historie
Het IIBR heeft zijn oorsprong in het Israëlische leger (IDF). Het werd in 1952 als onderzoeksinstituut van de Israëlische overheid opgericht door een groep wetenschappers uit het "Science Corps" van de IDF, samen met academici van universiteiten. Later werd het een civiele organisatie, die echter nauw samenwerkt met Defensie.

### Voorloper HEMED
Direct na de Tweede Wereldoorlog startte de paramilitaire organisatie Haganah, de voorloper van de IDF, een kleine wetenschappelijke afdeling waarin studenten experimenteerden met wapens en explosieven. Deze werd aangeduid als het Science Corps, kortweg HEMED – een Hebreeuws acroniem voor "Heyl Mada" (wetenschappelijk korps).,p.30
In februari 1948 startte de microbioloog Alexander Keynan de nieuwe eenheid HEMED BEIT (Hebreeuws: het huis van HEMED), die zich bezig ging houden met biologische oorlogvoering. Ephraim Katchalski zou 45 jaar later beweren dat het een verdedigingsprogramma was tegen biologische wapens die in omringende (Arabische) landen ontwikkeld zouden worden, maar deze verklaring is twijfelachtig, aangezien er geen aanwijzingen waren voor zulke programma's. HEMED BEIT werd aanvankelijk in Jaffa gevestigd. Deze afdeling werd later verplaatst naar de locatie van het verwoeste Arabische dorp Abu Kabir en verhuisde ten slotte in 1948 naar een sinaasappelboomgaard bij Ness Ziona, waar nog altijd het IIBR is gevestigd.,p.30 Het grondstuk en landhuis in Ness Ziona behoorden aan de Al-Taji Al-Farouki familie uit Ramleh, die in de oorlog van 1948 door het zionistische leger werd verdreven. Toenmalig directeur Shmuel Shapira toonde zich in een interview in 2017 trots op het feit dat het instituut een oude Arabische villa met fruitbomen binnen het complex had geconserveerd. HEMED BEIT werd strikt gescheiden gehouden van de andere HEMED-afdelingen, en al diens operaties gedurende 1948 zijn geclassificeerd. De archieven zijn ook voor wetenschappers niet toegankelijk.,p.31
De wetenschapper Ernst David Bergmann, een wetenschappelijk collega en vertrouweling van Chaim Weizmann, werkte vanaf 1934 in het toen door Israel and Rebecca Sieff opgerichte Daniel Sieff Research Institute, het latere Weizmann Instituut van Wetenschappen in het aan Ness Ziona grenzende Rehovot. Weizmann was zelf de eerste directeur van het Sieff Institute. Gedurende de oorlog van 1948 werd het Sieff Institute onder Bergmann de facto veranderd in een basis van HEMED en stond voor een groot deel in dienst van de Haganah. Na het uitroepen van de staat Israël werd HEMED in mei 1948 een afdeling van de nieuw opgerichte IDF. Ephraim Katachalsky, die zich later Ephraim Katzir zou laten noemen, werd in de rang van luitenant-kolonel benoemd tot directeur van HEMED.

### Het IIBR
Na de oorlog werd, in november 1949, het Sieff Institute omgedoopt tot het Weizmann Instituut van Wetenschappen en Ernst David Bergmann was van 1949 tot 1951 de eerste voorzitter. In 1949 bestond het personeel van de vijf HEMED-afdelingen al in meerderheid uit burgers, 560 in aantal. De afdelingen functioneerden autonoom, losjes geadministreerd door HEMED. Toen het budget in 1950/51 werd gekort, wilde de IDF HEMED niet langer ondersteunen.,p.33
Bergmann stelde voor om het Weizmann Instituut tot een dual-use onderzoeksinstituut om te vormen, maar Weizmann was tegen staats-gefinancierde wetenschap en wilde een puur civiele organisatie. Hij dwong Bergmann op 15 juli 1951 tot aftreden. Daarop benoemde Ben-Gurion hem in de dubbele functie van wetenschappelijk adviseur van de premier en hoofd van de onderzoeksafdeling van het Ministerie van Defensie (MOD). Bergmann kon in deze functie alsnog, buiten het Weizmann Instituut om, door Defensie gefinancierde onderzoekscentra realiseren onder verantwoordelijkheid van de Prime Minister’s Office (PMO). De centra werden 'Machons' genoemd en de coördinerende research-afdeling van het MOD   werd aangeduid met het Hebreeuwse acroniem EMET (in het Hebreeuws "waarheid").,p.33
De twee hoofdrichtingen werden een nucleaire en een chemisch-biologische tak. In 1952 ontstond het IIBR uit de samenvoeging van twee Machons, waaronder HEMED BEIT. Het geheime deel van het IIBR kreeg de codenaam Machon 2. Alexander Keynan werd de eerste directeur. Het IIBR werd gehuisvest in het gebouw van de voormalige HEMED BEIT bij Ness Ziona.,p.33 HEMED werd daarmee formeel losgekoppeld van het Weizmann Instituut. Pas omstreeks 1959 ging het nieuwe instituut zijn huidige naam te gebruiken. Keynan en Bergmann wilden wel een breed wetenschappelijk onderzoeksmandaat dat het chemisch en biologisch wapen-programma zou overstijgen. Ben-Gurion's dochter Renana Leshem werkte ongeveer 20 jaar bij het IIBR als microbioloog.,p.40
In 1951-52 werd de nucleaire tak HEMED GIMMEL omgevormd tot een door de staat gefinancierd geheim nucleair onderzoekscentrum met de codenaam Machon 4, dat naar buiten toe werd gepresenteerd als een laboratorium van de Israëlische Atoomenergie Commissie (IAEC). Bergmann was in 1952 oprichter van de IAEC. Hier ontwikkelde hij het Israëlische atoomprogramma. In juni 1952 werd Bergmann voorzitter van de IAEC. Het IAEC-laboratorium zou later het Soreq nuclear research center worden.,p.30+noot 55

## Locatie
Het IIBR is gevestigd aan de zuidwestelijke rand van het stadje Ness Ziona, 20 kilometer zuidelijk van Tel Aviv. Het complex is omgeven door een drie meter hoge betonnen muur met wachttorens en de modernste bewakingsapparatuur. Het complex is omgeven door prikkeldraad. Het wordt in militaire kringen beschouwd als een van de geheimste defensie-onderdelen en het publiek weet zelden wat er zich afspeelt achter de streng bewaakte muren van het instituut.
Oorspronkelijk lag het instituut aan de rand van Ness Ziona, maar door stadsuitbreiding zijn de woongebieden steeds dichterbij gekomen. Een uitbreiding van het IIBR werd door de regering gestopt nadat de gemeente in 1998 bij het hooggerechtshof een zaak had aangespannen. Omwonenden waren bezorgd over het onderzoek met dodelijke micro-organismen en zeer toxische chemicaliën. Regelmatig werden er protestacties gehouden. Naar was gerapporteerd, hadden er in 18 jaar vier ongelukken plaatsgevonden, resulterend in 3 doden en 22 gewonden. Volgens het weekblad Foreign Report van augustus 1998 hadden vier onderzoekers van het instituut het leven verloren. Ook een Knesset-lid en vicevoorzitter van de wetenschapscommissie sprak in 1997 van vier doden, alhoewel het PMO dat onmiddellijk ontkende.

## Bestuur en personeel
Het instituut is juridisch officieel een onafhankelijke eenheid die valt onder de directe verantwoordelijkheid van de premier van Israël, maar nauw samen werkt met het Ministerie van Defensie. Tussen 1948 en 1963 stond het instituut al onder directe verantwoordelijkheid van premier Ben-Gurion. Het is een onafhankelijke juridische eenheid binnen diens ministerie, de 'Prime Minister's Office' (PMO). De medewerkers worden aangesteld door de PMO, maar sinds 1992 wordt het gecoördineerd en gebudgeteerd door het "Special Means Bureau" van het ministerie van Defensie.
In 2010 bestond de staf uit ongeveer 370 medewerkers, waaronder 160 academici en 170 technici. De door het IIBR opgegeven aantallen zijn echter misleidend, want er zijn op universiteiten nog veel andere wetenschappers in microbiologie die voor het IIBR werkzaam zijn.
De PMO (het ministerie van Algemene Zaken) is verantwoordelijk voor het administratieve gedeelte van het IIBR; veiligheidszaken vallen onder de MALMAB, een afdeling van Defensie. De MALMAB is Israël's vierde Inlichtingendienst en gaat onder andere over de nucleaire geheimen van het land, inlichtingenoperaties, maar ook de fysieke beveiliging van alle gebouwen van het veiligheidssysteem. MALMAB is ook verantwoordelijk voor de internationale uitwisseling van geclassificeerde documenten en bewaakt geheime documenten over de Nakba.
Sinds 2021 wordt het IIBR geleid door Directeur-Generaal Shmuel Yitzhaki als opvolger van Shmuel Shapira, die directeur was vanaf 2013.

## Dual-use
Vanaf de aanvang was het IIBR opgezet volgens een "dual-use"-systeem: zowel toepasbaar voor civiele als militaire doeleinden. Ben-Gurion vroeg de Jewish Agency in maart 1948 om in Europa Joodse wetenschappers te rekruteren die "ofwel de capaciteit konden vergroten voor massamoorden, ofwel voor massa-genezing. Beide waren belangrijk".
Het Nuclear Threat Initiative (NTI) besloot in haar rapport van 2004: "Zolang Israël als staat geen policy-verklaring heeft afgegeven betreffende biologische wapens blijven de doelen achter de capaciteiten van het IIBR obscuur, zelfs verdacht". En het Zweedse FOI van het Ministerie van Defensie in 2005: "Gezien het dual-use-karakter van de betreffende kennis en technologie, moeten de activiteiten van het IIBR ongetwijfeld achterdocht wekken onder waarnemers van buiten.",p.38
Het NTI schreef in 2015: "Voor een zeer geheim defensie-onderzoekscentrum, gefinancierd door het Ministerie van Defensie, is de missie-omschrijving en het brede wetenschappelijke mandaat van het IIBR op haar website exemplarisch voor de dubbelzinnigheid van dual-use." Op het gebied van biologische wapens was het onderzoek in dit verband onder andere gericht op de ziekteverwekkers van pest, vlektyfus, miltvuur (antrax), botulisme en ebola. De open wetenschappelijke publicaties van het IIBR hebben zich (anno 2011) met name gericht op miltvuur en pest.
Ook wat betreft het dual-use gebruik van chemische stoffen zijn speculaties gericht op het IIBR. Verwijzend naar Karel Knip's onderzoek van 1999 naar publicaties van het IIBR, noemt het NTI het uitvoerige onderzoek naar praktische methoden voor de productie van onder andere zenuwgassen als tabun, sarin en VX.

## Censuur
De meeste activiteiten van het IIBR zijn streng geheim. Net zoals de nucleaire activiteiten in Dimona, vallen die van het IIBR onder de militaire censuur. Alle medewerkers hebben een verbod om met de pers over hun werk te praten. Voormalig directeur Avigdor Shafferman zei dat het IIBR niet gemachtigd is de pers te woord te staan en dat zelfs Hebreeuws sprekende journalisten niet in het instituut worden toegelaten. Voor de woordvoering wordt naar de ‘Office of the Prime Minister' in Jeruzalem verwezen. Die speelt dan de bal door naar de regeringswoordvoerder, die vervolgens resoluut de boot af houdt. Bij uitzondering stond de chef van de veroordeelde spion Marcus Klingberg, de viroloog Robert Goldwasser, in 1994 het Franse tijdschrift Le nouvel observateur voor een artikel te woord. In januari 2020 werd een uniek interview, afgenomen binnen de muren van het instituut zelf met toenmalig directeur Shmuel Shapira, gepubliceerd in het magazine "Israel Defense" van de Israëlische wapenindustrie. De Israëlische pers mag slechts geheime informatie herpubliceren die reeds in de buitenlandse media is verschenen (of daarheen is gelekt). Slechts af en toe verschijnen er uit Westerse bronnen stukjes informatie over het IIBR.

## Financiering
Sinds 1992 worden de activiteiten gecoördineerd en gebudgetteerd door een afdeling van het Ministerie van Defensie. Begin 70er jaren organiseerde het IIBR nog zelf zijn activiteiten en kon het zijn eigen onderzoeksbeleid bepalen.,p.47 De werknemers worden beschouwd als personeel van de PMO (ministerie van de premier).
Het IIBR wordt hoofdzakelijk gefinancierd door de staat. Volgens de krant Israel Hayom had het IIBR in 2021 een budget van $ 94 miljoen plus nog eens $ 78 miljoen voor het ontwikkelen van een eigen covid-vaccin. Naast de budgetten van Defensie en de PMO heeft het IIBR verder nog een significant aandeel aan inkomsten van buitenlandse sponsoren en opdrachtgevers, vooral uit de VS, maar ook uit andere landen en van de Wereldgezondheidsorganisatie (WHO) en private bedrijven. Sponsoring vanuit het buitenland ligt vaak op het gebied van geneeskunde.
Het instituut genereert ook inkomsten uit de verkoop van technologie en services aan diverse binnenlandse organisaties. Het Ministerie van Defensie is een belangrijke afnemer, maar ook andere ministeries.

### Life Sciences Research Israel
In 1979 werd de dochteronderneming Life Sciences Research Israel (LSRI) opgericht voor de marketing van IIBR-producten zoals onderzoek en verlening van licenties. Volgens haar website in 1998 leverde dit jaarlijks $ 3 miljoen op, waarvan 60 % via export. De staf bestond toen uit circa 55 medewerkers. LSRI opereert vanuit de locatie van het IIBR. De meeste inkomsten kwamen anno 2017 via de export van deze producten.

## Onderzoek

### Chemische en biologische wapens
Algemeen wordt aangenomen dat het IIBR een faciliteit is voor de productie van chemische en biologische wapens en tegengif tegen zulke wapens. Het IIBR doet onderzoek naar ziekteverwekkende bacteria en ontwikkelde daarnaast detectiemateriaal voor explosieven. Israël wordt geacht de potentie te bezitten om zowel chemische als biologische wapens te produceren.,p.38 Het IIBR staat in de Israel Defense Directory in het (defensie gerelateerde) hoofdstuk  "Services" vermeld als een aan Defensie gelieerd instituut, met als klanten onder meer de IAF en de IDF.
Men gaat ervan uit, dat Israël in 1948, het stichtingsjaar van de staat, een offensief programma voor chemische oorlogsvoering startte. Het IIBR hield zich vanaf de start in 1952 op aandringen van Ben-Gurion's wetenschappelijk adviseur Ernst David Bergmann bezig met onderzoek naar en ontwikkeling van chemische wapens (CW) en biologische wapens (BW). Aangezien de Arabische landen op dat moment geen programma hadden op die gebieden en op dat vlak dus geen bedreiging vormden, kan verondersteld worden dat Bergmann en zijn collega's primair dachten aan aanvalswapens. Het leek er echter op, dat Ben-Gurion en zijn medewerkers chemische en biologische wapens slechts zagen als een relatief goedkope tussenoplossing, zolang zij niet beschikten over de atoombom als uiterste wapen. De eerste optie was daarbij chemische wapens. Geobsedeerd door de gedachte dat Egypte als eerste niet-conventionele wapens zou inzetten, zette Ben-Gurion vaart achter het chemische wapen-project.
De Amerikaanse journalist Seymour Hersh ontdekte dat Israël niet alleen met Frankrijk samenwerkte op nucleair gebied, maar ook bij een programma voor CBW. Omstreeks 1960 bezochten Israëli's het Franse testgebied bij Beni Ounif in de Algerijnse Sahara, waar met CB-wapens werd experimenteerd. Volgens voormalig directeur-generaal Shmuel Shapira houdt het IIBR zich "in enige mate" bezig met een oplossing voor radioactief terrorisme (vuile bommen met radioactief materiaal).
Bij zijn onderzoek naar de Bijlmerramp kwam de onderzoeksjournalist Karel Knip met hulp van vooraanstaande experts op het spoor van het onderzoeksprogramma voor biologische en chemische wapens van het IIBR. Naast het vaste onderzoekspersoneel bleken er ook regelmatig wetenschappers werkzaam te zijn van verwante Amerikaanse instituten en universiteiten. Ook met Duitsland en Nederland wordt nauw samengewerkt. De journalist vond een lange lijst van ziekten, gifstoffen en stoffen om personen uit te schakelen, waaraan het IIBR vijf decennia lang had gewerkt en die gebruikt kunnen worden bij de biologische oorlogsvoering. Volgens Salman Abu Sitta werden gifstoffen die via het zenuwstelsel personen uitschakelen ingezet tegen Palestijnen tijdens de Intifada. Knip ontdekte dat het IIBR deelnam aan een Brits-Amerikaans programma voor biologische wapens, waaronder virussen en bacteriën die worden verspreid via knaagdieren en insecten.

#### Chemische wapens
Onder leiding van Ephraim Katzir (Katachalski) ontwikkelde HEMED al een blindmakend middel, dat hij voorstelde in te zetten in de Arabisch-Israëlische Oorlog van 1948. Volgens analisten werd waarschijnlijk midden 1950er jaren een Israëlisch programma voor chemische oorlogsvoering gestart. Munitie daarvoor zou ook zijn getest, geproduceerd en mogelijk zelfs ingezet. Naar verluidt, werkte Israël ongeveer vanaf 1960 samen met Frankrijk bij de ontwikkeling van CW. In 1983 werd een testfaciliteit voor CW in de Negev-woestijn gerapporteerd en in 1998 training in het gebruik van chemische stoffen met F-16s.
Het IIBR heeft significant onderzoek uitgevoerd naar offensieve en defensieve aspecten van chemische wapens. Onderzoeksorganisatie Jane's concludeerde dat Israël, gegeven zijn geavanceerd chemische industrie, binnen enkele maanden een offensief chemisch wapenprogramma zou kunnen ontwikkelen. In 1993 identificeerde ook de VS Israël als mogelijk land met offensieve chemische wapen-capaciteiten. Het wetenschappelijk engagement en de chemische industrie samen met de geheimzinnigheid rond het IIBR blijft voeding geven aan speculaties. De status van het offensieve CW-programma en voorraad chemische wapens is onbekend, maar aangenomen wordt dat er een zekere capaciteit wordt gehandhaafd en er is weinig twijfel dat de chemische infrastructuur gemakkelijk in korte tijd kan worden omgevormd voor de productie van CW. Het IIBR publiceerde over zenuwgassen zoals tabun, sarin en VX, en stoffen om mensen uit te schakelen, psychedelische drugs als LSD.

#### Biologische wapens
Vanwege het gevaar voor de eigen bevolking, is de inzet van biologische wapens (BW) in buurlanden of het eigen binnenland riskant. Ook de incubatietijd die met het wapen verbonden is beperkt de inzetbaarheid. De gelijkenis met natuurlijke ziekten maakt deze wapens daarentegen geschikt voor verdekte operaties.
In het onderzoeksprogramma naar toxische stoffen, dat het IIBR sinds 1960 uitvoert, worden volgens Karel Knip systematisch giffen uit de natuur geïsoleerd en worden daarna pogingen ondernomen de stoffen chemisch zo te wijzigen dat verbindingen ontstaan met geheel nieuwe eigenschappen. In 1961 werd al gepubliceerd over het vriesdrogen van bacteriën; in 1981 over het inpakken van ziektekiemen of toxinen in beschermende microcapsules – die voor chemische wapens onontbeerlijk worden genoemd – en die zich in zonlicht openen.
Knip suggereert dat het IIBR in het verleden veldproeven werden gedaan naar de overleving van genetisch gemodificeerde bacteriën in de natuur.

##### Inzet van BW in 1948
De oprichting van HEMED BEIT, de voorloper van het IIBR die zich bezig hield met biologische oorlogvoering, was vanaf de aanvang in 1948 controversieel. De afdeling ontstond twee jaar nadat een groep Holocaust-overlevers vroeg om een manier om de grote Duitse steden te vergiftigen als wraakneming. In 1993 verklaarde Katzir (Katachalsky), dat HEMED BEIT was opgezet uit zelfverdediging, als reactie op biologische wapen-programma's van de omringende landen, maar in feite waren er geen aanwijzingen voor het bestaan daarvan. Waarschijnlijk was het instituut dus niet gecreëerd voor defensieve doeleinden.
De historicus Uri Milstein schreef over geheime operaties met biologische wapens in Palestijnse dorpen en steden. Hij stelt dat tijdens de Nakba in veel veroverde Arabische dorpen de waterbronnen werden vergiftigd, om de terugkeer van de inwoners te verhinderen. Volgens Milstein vond een van de grootste operaties plaats in de noordelijke havenplaats Acre. De tyfus-epidemie die daar enkele dagen voor de verovering van de IDF uitbrak zou niet een natuurlijk gevolg van de oorlog zijn geweest, maar zijn veroorzaakt door opzettelijke besmetting. Milstein claimde zelfs later de toenmalige commandant te hebben gevonden, maar toen de journaliste Sara Leibovitz-Dar in 1993 deze man opspoorde, weigerde deze verder commentaar en wilde niet meewerken aan publicatie.,p.31-32 Salman Abu Sitta geeft daarnaast nog voorbeelden van latere vermeende chemische aanvallen op Palestijnen.
Kort na de IDF-operatie in Acre meldde Egypte op 29 mei, dat Israëlische soldaten die bij waterbronnen in Gaza gevangen waren genomen in het bezit waren van een vloeistof met dysenterie- en tyfuskiemen, bedoeld om het water te vergiftigen. Israël ontkende dit en verklaarde dat zij alleen maar een geheime observerings-operatie uitvoerden. Ook de voormalige chef van HEMED Shlomo Gur wilde tegenover Leibovitz-Dar geen commentaar op de geruchten geven. David Ben-Gurion maakte in zijn dagboek melding van het bericht over vergiftiging van drinkwater met malaria en tyfus in Gaza in de zomer van 1948. Een telegram van de Egyptische commandant in Gaza beschreef, dat de gevangen genomen soldaten speciale waterflessen hadden, met een apart gedeelte waarin de ziektekiemen zaten en een speciale opening aan de achterzijde. In 2003 gaf het Internationale Rode Kruis archieven vrij over de gebeurtenissen in 1948, onder andere over de situatie in Acre.
Ook de New York Times maakte in juli 1948 melding van het gebruik van biologische wapens tegen de Palestijnen, om te verhinderen dat zij terug zouden keren naar de dorpen waaruit zij waren verdreven. Israël zou daarbij dysenterie- en tyfusbacteriën hebben verspreid. Israël zou ook verantwoordelijk zijn geweest voor de verspreiding van cholera als biologisch wapen in november 1947 in Egypte en in februari 1948 in het noorden aan de grens met Syrië.,p.34
De historicus Benny Morris en emeritus-hoogleraar Benjamin Ze'ev Kedar publiceerden in 2022 een artikel over de Israëlische biologische oorlogsvoering rond 1948. Het was de eerste publicatie hierover van Israëlische historici, mede gebaseerd op de geheime Israëlische archieven. De operatie werd uitgevoerd onder de codenaam "Cast Thy Bread", naar het bijbelse vers Prediker 11:1 ("Werp uw brood uit op het water,"). Het artikel bevestigt dat wetenschappers van het Science Corps samen met strijdkrachten van de IDF in een systematische campagne waterbronnen vergiftigden en tyfusbacteriën verspreidden in Arabische dorpen en steden en onder vijandige troepen van Egypte en Jordanië. Het doel was de Arabisch-Palestijnse bevolking te verdrijven en de  Arabische legers te verzwakken. De opdracht was gegeven door of met instemming van Ben-Gurion. Doelen waren waterbronnen bij Jericho en dorpen rond Jeruzalem, alsmede locaties aan het zuidelijke front. Volgens Morris en Kedar weigerden de soldaten in het zuiden de opdracht uit te voeren. De soldaten die in Gaza waren onderschept werden in augustus 1948 door een Egytische militaire rechtbank ter dood veroordeeld. De twee historici refereren ook aan de operaties in Acre en het Galileese dorp Eilabun.

### Vaccins

#### Anthrax-vaccin
Het IIBR kwam rond 2007 in opspraak wegens experimenten op militairen met een vaccin tegen antrax. Tijdens de Golfoorlog van 1990-1991 waren circa 150 duizend Amerikaanse militairen vrijwillig tegen antrax gevaccineerd. Vanaf 1998 werden zij verplicht ingeënt via het  AVIP-programma. De Amerikaanse regering wilde een verbeterd vaccin tegen antrax laten ontwikkelen. Om de wettelijke procedures te omzeilen, verzocht de regering het IIBR de experimenten voor hen uit te voeren. Daartoe werd het "Omer 2-project" uitgevoerd. De VS betaalde aan het IIBR rond $ 200 miljoen voor de bouw van een streng geheim laboratorium. De experimenten werden in Israël uitgevoerd onder het mom van "strategische bedreiging" voor het land.
Omer 2 startte in 1998 en duurde ruim 8 jaar. Zo'n 800 Israëlische soldaten van het elitekorps "Unit 8200" werden onder leiding van de latere directeur-generaal Avigdor Shafferman in het geheim als "vrijwillige" proefkonijnen gebruikt, misleid met halve waarheden en uitvluchten. Niet weinigen van hen leden aan ernstige bijwerkingen. Een kwart van hen kreeg het Amerikaanse vaccin toegediend en de overige driekwart een nieuw vaccin van het IIBR. Het Amerikaanse vaccin was controversieel en werd door ongeveer de helft van de Amerikaanse soldaten geweigerd wegens gevreesde neveneffecten. De experimenten waren illegaal, omdat ze in strijd waren met de Helsinki Akkoorden en zonder toezicht van het Ministerie van Gezondheid werden uitgevoerd.

#### Covid-vaccin
In 2020 werd bekend dat het instituut onderzoek deed naar het coronavirus COVID-19 en bezig was met de ontwikkeling van een vaccin daartegen. Defensie verklaarde in maart 2020, dat 50 ervaren wetenschappers aan dit onderzoek meewerkten. Het onderzoek werd uitgevoerd in samenwerking met het Weizmann Instituut van Wetenschappen.
De rechten voor ontwikkeling, fabricage en wereldwijde marketing werden in juli 2021 verkocht aan het Amerikaanse NRx Pharmaceuticals, nadat het onderzoek en de bouw van een fabriek in Israël vertraging hadden opgelopen. In september 2021 trad een voormalig hoofd van de Geheime Dienst Mossad toe tot de directie van NeuroRX, om het vaccin in de markt te zetten.
In februari 2022 werd bekend dat het vaccin minder goed werkt tegen de omicron-variant. In maart 2022 maakte NRx Pharmaceuticals bekend dat het op verzoek van de aandeelhouders zou stoppen met testen en productie van BriLife. In mei werd bekend gemaakt, dat het vaccin in spe na twee jaar een snelle dood was gestorven.

### Dierproeven
Het IIBR heeft een afdeling met proefdieren voor experimenten. Het instituut voert 99% van alle dierproeven voor Defensie uit. Het is bekritiseerd vanwege het niet publiceren van gegevens hierover sinds 2010. Naast honden als proefdieren is er ook sprake geweest van konijnen, varkens en apen.
Anno 2003 verrichtte het IIBR, net als het gelieerde Weizmann Institute en de Hebrew University in Jeruzalem, dierproeven op primaten. In november 2020 kwam via de "Freedom of Information"-wet uit dat het instituut heimelijk zijn eigen dierexperimenten goedkeurde, in plaats van deze te laten toetsen door het speciaal voor toetsing opgerichte centrale committee van het ministerie van Defensie. Via dezelfde weg hadden dierenrechten-organisaties uitgevonden dat tussen 2000 en 2009 jaarlijks experimenten werden uitgevoerd op gemiddeld 30.000 dieren. Buiten het IIBR om voerde Defensie in 2018 behandelingen uit op 320.000 dieren, nog los van de als geheim geclassificeerde experimenten. Experimenten voor Defensie, inclusief het IIBR zijn bij wet uitgezonderd van de openbaarheid. Dierenrechten-organisaties gaan er vanuit dat het overgrote deel van de dierexperimenten wordt uitgevoerd door het IIBR.

## Middelen voor liquidaties
In 1963 bereidde het nieuwe hoofd van de Mossad, Meir Amit, plannen voor om vijandelijke wetenschappers neer te schieten, op te blazen of te vergiftigen.,p.80 In brede kringen wordt aangenomen, dat het IIBR de door de Mossad voor vergiftiging gebruikte middelen heeft geproduceerd.Dit geldt zowel voor gepubliceerde als geheim gebleven gevallen. Het voordeel boven vuurwapens is, dat het gebruik onopvallend is, met minder kans op ontdekking.

### Wadie Haddad
De liquidatie van Wadie Haddad in 1977 door de Mossad zou het eerste bekend geworden geval zijn geweest waarbij voor dit doel gebruik werd gemaakt van een middel dat ontwikkeld werd door het IIBR. Ook de Israëlische journalist Aharon Klein refereert in dezen aan het IIBR als ontwikkelaar van het langzaam werkende gif.
Haddad, een voormalig leider van de militaire tak van het Volksfront voor de Bevrijding van Palestina (PFLP) en leider van de rond 1972/1973 opgerichte splintergroep PFLP-EO, werd in 1978 geliquideerd door middel van een door het IIBR geprepareerde tube tandpasta die een langzaam werkend dodelijk gif bevatte. Een geïnfiltreerde agent van de Mossad verwisselde heimelijk de tandpasta van Haddad en deze stierf binnen drie maanden in een Oost-Berlijns ziekenhuis.,p.202 Volgens een andere lezing zat het gif niet verstopt in tandpasta, maar in Belgische chocolade van Haddad's lievelingsmerk.,p.676;

### Khaled Mashal
In september 1997 trachtte de Mossad een politiek leider van Hamas, Khaled Mashal in Jordanië te vergiftigen door dodelijk levofentanyl in zijn nek te spuiten, waar het door de huid zou worden opgenomen. Levofentanyl is een kunstmatig vervaardigd chemisch analoog van fentanyl en een extreem sterk opiaat. Levofentanyl werkt relatief langzaam gedurende een paar uur, vrijwel zonder specifieke sporen na te laten. Na toediening valt het slachtoffer langzaam in slaap, waarna de adem stopt. Het lijkt op een natuurlijke dood als gevolg van een hersenbloeding of hartaanval. Intussen hebben de daders de tijd om zich uit de voeten te maken. In samenwerking met het IIBR werd voor dit specifieke gif en de voor medische toepassing bij kinderen ontwikkelde naaldloze toediening gekozen.,p.415
Wanneer agenten van de Mossad dergelijke operaties in het buitenland uitvoeren, wordt tevens een arts meegestuurd met een tegengif, voor het geval een agent per ongeluk zelf met het gif in aanraking komt. In dit geval verbleef een anesthesiste met de codenaam "Dr. Platinum", in gezelschap van de Mossad-agent Mishka Ben David, met het tegengif in een hotel in Amman, zich voordoende als een stel dat daar op vakantie was.,p.417+423 Een reserve-antidosis was elders in Amman verstopt.
De twee daders werden evenwel bij de aanslag gepakt en hun handlangers met valse Canadese paspoorten vluchtten naar de Israëlische ambassade. Toen duidelijk werd dat het een aanslag van de Mossad op Jordaans grondgebied was, eiste Koning Hoessein toediening van het  tegengif en vrijlating van de spiritueel leider van Hamas Sheikh Ahmad Yassin. Hij dreigde de omsingelde ambassade te laten bestormen om de Mossad-agenten op te pakken. Ben David en "Platinum" kregen in het hotel de opdracht om de antidosis in te zetten om het leven van Mashal te redden. In 2005 deed Ben David zijn verhaal tegenover de Yedioth Ahronoth-journalist Ronen Bergman, die het verhaal later uitgebreid opnam in zijn boek "Rise and Kill First" (2018).

### Andere gevallen
Om de bouw van een kerncentrale in Irak te saboteren, plande de Mossad in 1980 de liquidatie van een voor Frankrijk werkende kernwetenschapper, op dezelfde wijze als Wadie Haddad twee jaar eerder. Door onverwachte omstandigheden kozen de agenten er uiteindelijk voor om hem in plaats daarvan in een hotel met een asbak dood te slaan. De Mossad werd echter ontmaskerd als de opdrachtgever. Een maand later werd een tweede kernwetenschapper door de Mossad vergiftigd en twee weken later stierf een derde aan vergiftiging.,p.323
In 2010 werd de Hamas-leider Mahmoud Mabhouh in Dubai door de Mossad vergiftigd. Ook in dit geval werd de Mossad geïdentificeerd als het brein achter de liquidatie. Ook de productie van het middel voor deze vergiftiging wordt door sommigen toegerekend aan het IIBR, alsmede in mogelijk veel gevallen waarin de vergiftiging niet als zodanig werd onderkend.

## Spionage-affaire Klingberg
Avraham Marcus (Marek) Klingberg, een wereldwijd bekend Israëlisch epidemioloog van Poolse afkomst, was in de Tweede Wereldoorlog naar de Sovjet-Unie gevlucht en als militair epidemioloog opgeklommen tot kolonel. In 1948 emigreerde hij naar Israël. Hij werkte als officier met hoge rang in het Medical Corps van de IDF en tevens als medicus voor HEMED BEIT. Hij was een van de oprichters van het IIBR. Via diverse sleutelposities in zijn carrière werd hij uiteindelijk plaatsvervangend directeur.
In 1983 werd Klingberg op 64-jarige leeftijd door de Israëlische autoriteiten gearresteerd wegens spionage. Hoewel de details staatsgeheim zijn, gaat het verhaal als volgt:

In januari werd hij op Ben-Gurion Airport gearresteerd terwijl hij op weg was naar een conferentie in Europa. Vermoed wordt dat hij decennia lang Israël's meest gevoelige geheimen, met name op het gebied van biologische en chemische wapens, maar ook op andere gebieden heeft doorgegeven.,p.35-36 In een geheim proces werd hij in juni 1983 door een rechtbank veroordeeld tot 20 jaar gevangenisstraf wegens spionage voor de Sovjet-Unie, waarvan de eerste 10 jaar in eenzame opsluiting. In de gevangenis kreeg hij het pseudoniem Abraham Grinberg en een verzonnen beroep.
Alle persoonlijke gegevens over hem werden bij het IIBR en de universiteit waar hij als professor les gaf verwijderd en zijn familie werd geheimhouding opgelegd. Zijn familie en collega's kregen de opdracht een verzonnen verhaal over zijn verdwijning te verspreiden. De autoriteiten beweerden dat hij was "verdwenen" nadat hij mentaal was ingestort. Zijn collega's bij het IIBR en de Universiteit van Tel Aviv geloofden er niets van. Toen de Britse onderzoeksjournalist Peter Pringle in 1985 bij toeval op de verdwijning stuitte, legde Israël's militaire censor de media een publicatieverbod rond deze zaak op. Na een rechtszaak werd de censuur in 1993, na het uiteenvallen van de Sovjet-Unie, gedeeltelijk opgeheven. In september 1998 werd hij na een lange rechtszaak vrijgelaten en onder huisarrest geplaatst.,p.35-36 Klingberg had gezondheidsproblemen en 39 leden van de Knesset en Amnesty International hadden om zijn vrijlating gevraagd. In 2003, na 20 jaar, mocht hij het land verlaten met een zwijgverbod over zijn geheime werk in Ness Ziona en kreeg asiel in Parijs.
Voor zijn werk als spion kreeg Klingberg in Moskou de "Order of the Red Banner of Labour", de op een na hoogste onderscheiding. In 2003 publiceerde Klingberg samen met zijn advocaat Michael Sfard een boek in het Hebreeuws over zijn carrière als spion, nadat het manuscript was gecontroleerd door Israëlische censors. Klingberg schreef dat hij het belangrijk vond om de geheimen over massawapens te verspreiden en zo hun gebruik onwaarschijnlijker te maken. Ook was hij de Russen dankbaar voor hun strijd tegen de nazi's. De media noemden hem naïef.

## Betrokkenheid bij de Bijlmerramp
Aan boord van het vrachtvliegtuig van El Al dat in 1992 neerstortte bij de Bijlmerramp bevond zich 240 kilogram (190 liter) DMMP, bestemd voor het IIBR. NRC-journalist Karel Knip publiceerde deze onthulling zes jaar later, op de dag dat de parlementaire enquête naar de Bijlmerramp werd voorgesteld. DMMP is een van de vier essentiële grondstoffen voor het zenuwgas Sarin. Deze hoeveelheid was goed voor de productie van 270 kilo sarin. DMMP is een Lijst 2-stof in het Verdrag chemische wapens. Twee van de drie andere grondstoffen stonden ook op de vrachtlijst van de Boeing. Israël heeft het internationaal verdrag voor het verbod op chemische wapens (CWC), dat pas in april 1997 van kracht werd, niet geratificeerd.
Het IIBR hield uitdrukkelijk staande dat de partij uit de Boeing niet bedoeld was als grondstof voor zenuwgas maar als middel om er grote filterinstallaties mee te testen. De onderzoeker J.P. Perry Robinson, verbonden aan het SIPRI, en andere deskundigen konden zich niet voorstellen dat DMMP in deze hoeveelheden binnen het IIBR een andere bestemming zou hebben dan de productie van Sarin. Een dergelijk verbruik is volgens Perry Robinson alleen voorstelbaar bij grootschalige veldexperimenten met het strijdgas, bijvoorbeeld om de persistentie en milieu-effecten te onderzoeken. Ook een Nederlandse onderzoeker, bekend met het IIBR, ging uit van grootschalige veldproeven. DMMP is in veldproeven veel gebruikt als ‘simulant', dus als surrogaat voor Sarin.
De DMMP werd verzonden door het Amerikaanse bedrijf Solkatronic Chemicals. Het instituut ontving in het verleden vaker leveringen van DMMP door dit bedrijf. Op de vrachtdocumenten die de Nederlandse autoriteiten hadden gekregen werd dat deel van de lading omschreven als "brandbare vloeistof". Solkatronic Chemicals is tevens Israël's leverancier van de zeer schadelijke traangassen CS-gas en CN-gas die door militairen en politie worden ingezet in de bezette Palestijnse gebieden en volgens journalist Mouin Rabbani tientallen Palestijnen het leven heeft gekost. De Israëlische regering verklaarde 6 jaar na dato dat deze stof niet giftig is en dat de 190 liter DMMP bedoeld was voor het testen van filters tegen chemische wapens.
Na de crash werd eenzelfde zending geleverd,
opnieuw met een exportvergunning van de VS. De tweede zending werd besteld door Shalom Chemicals in Nes Ziona, dat volgens Haaretz moet worden beschouwd als een dekmantel van het IIBR.

## Algemeen directeuren
De directeur-generaal is de hoogste ambtelijke bestuurder van het IIBR. Deze wordt benoemd door de minister van Defensie. De lijst van algemeen directeuren sinds de oprichting zijn:
| 1954 - 1960     | Alexander Keynan   |
| 1960 - 1966     | Robert Goldwasser  |
| 1966 - 1970     | Sasson Cohen       |
| 1970 - 1973     | Alexander Cohen    |
| 1973 - 1976     | Amnon Ben-david    |
| 1976 - 1992     | Israel Hartman     |
| 1992 - 1995     | Shmuel Cohe        |
| 1995 - apr 2013 | Avigdor Shafferman |
| 2013 - mei 2021 | Shmuel C. Shapira  |
| aug 2021 -      | Shmuel Yitzhaki    |

### Avigdor Shafferman
In 2007 werd jegens toenmalig directeur Avigdor Shafferman een onderzoek ingesteld wegens verdenking van belangenverstrengeling, na anonieme melding van medewerkers van het instituut. Hij werd ervan verdacht als adviseur te hebben opgetreden voor Canadese en Amerikaanse bedrijven die medicijnen en vaccins ontwikkelden tegen antrax en zenuwgas. In de pers waren berichten verschenen dat Shafferman als wetenschappelijk adviseur had gediend in ruil voor aandelen van die bedrijven. Het betrof de Amerikaanse onderneming PharmAthene en het Canadese Nexia Biotechnologies. In 2005 werd Shafferman lid van het bestuur van PharmAthene nadat Nexia een van zijn divisies aan PharmAthene had verkocht. De vakbond organiseerde protesten tegen Shafferman.
Medewerkers hebben zich diverse malen beklaagd over zijn "dictatoriale wijze van leidinggeven". Enkele van hen spanden zelfs een rechtszaak tegen hem aan. In 2011 spande een medewerker een rechtszaak aan rond een adviseurschap bij een kibboets in een project voor de export van apen voor dierexperimenten, waarvoor die medewerker naar eigen zeggen toestemming had gekregen, wat later door het instituut werd ontkend. Hij werd door Shafferman gestraft en publiekelijk gekleineerd.
Shafferman nam op 4 april 2013 hij zijn ontslag. In een brief aan de medewerkers van het IIBR noemde hij als reden de bezuinigingen op het budget vanaf 2013. Van februari 2015 tot februari 2018 trad hij op als directeur voor de BATM Group, onder andere gespecialiseerd in medische apparatuur. In april 2022 werd hij in hetzelfde bedrijf benoemd tot 'Non-executive Director'

### Shmuel Shapira
Shmuel Shapira trad in mei 2021 onverwacht af nadat duidelijk was geworden dat de ontwikkeling van het eigen covid-vaccin grote vertraging had opgelopen en de door Shapira verkondigde doelen niet waren gehaald. Ook bleek een enkele dosis niet afdoende, wat wel was beloofd en was het lastig voldoende proefpersonen te vinden.
De assistent-defensieminister Moshe Edri, die de supervisie over het IIBR had, besloot kort voor de uitbraak van de covid-pandemie tot sluiting van diverse units en vermindering van het personeel.